# Карцев Роман Андрійович
Карцев Роман Андрійович (Кац Роман Аншелевич, нар. 20 травня 1939, Одеса, Українська РСР, СРСР — 2 жовтня 2018, Москва, Росія) — радянський, російський актор естради, театру і кіно єврейського походження. Заслужений артист РРФСР (1990). Народний артист Росії (1999).

## Життєпис
У 1962-1969 рр. — артист Ленінградського театру мініатюр під керівництвом Аркадія Ісааковича Райкіна. Заочно закінчив акторський факультет ГІТІСу (1972).
Більше 30 років виступав у дуеті з Віктором Ільченком (Карцев і Ільченко) в жанрі естрадної репризи. У глядацької аудиторії дует здобув величезну популярність.
З 1988 року Карцев і Ільченко виступали в Московському театрі мініатюр під керівництвом М. М. Жванецького.
Після смерті свого партнера Віктора Ільченка (1992), актор виступав на естраді з моноспектаклями.
Грав в українських кінокартинах: «Операція Герцог» (1971, музичний фільм; агент), «Хвилі Чорного моря» (1975, антрепренер Дацарилла Хороброго), «Чарівний голос Джельсоміно» (1977, реж. Т. Лисиціан; шкільний вчитель), «Довга пам'ять» (1975, реж. Р. Віктюк).
Знімався в популярних кінофільмах: «Собаче серце» (1988, Швондер), «Биндюжник і Король» (1989, В. Аленіков; Лазар Боярський); «Небеса обітовані» (1991, Соломон), «Пророцтво» (1993, патріот-антикомуніст) та «Старі шкапи» (2000, Йосип Лазовський) режисера Ельдара Рязанова; «Майстер і Маргарита» (2005, Максиміліан Андрійович Поплавський, дядько Берліоза), «Посмішка Бога, або Чисто одеська історія» (2008, реж. В. Аленіков; Перельмутер), «У стилі Jazz» (2010, реж. С. Говорухін; одеський таксист) тощо.
Багато часу проводив в Україні. Після Революції Гідності та знищення сепаратистів в Одесі у травні 2014 року він підтримав проросійську владу Януковича та негативно висловлювався про зміну влади в Україні. «Віктор Янукович мав під корінь викорчувати цей майдан. Потім приєднались бандити, хулігани, фашисти, які там ходять. Це ж — нелюди, це ж вбивці, їм все одно, кого вбивати. Вони поранених добивали в Одесі», — заявляв у коментарях російським ЗМІ у травні 2014 року. В іншому інтерв'ю у 2014 році він сказав: «Я об'їздив всю Україну з Заходу на Схід, десятки разів був у Львові, Івано-Франківську, Чернівцях, Дніпропетровську. Прекрасно приймали, шикарно розуміють гумор». «А тепер Україна лежить, і її, лежачу, деякі добивають», — додав він. А вже у 2015 році його висловлювання про Україну дещо змінилися. «Україна для мене — болюча тема. Я там виріс, я дуже люблю цю країну і вважаю, що ми, тобто Росія, неправі. Україна лежить зараз, і ми б'ємо лежачого. А лежачого не б'ють. Треба навпаки — підставити плече».
Помер 2 жовтня 2018 року у віці 79 років.

## Фільмографія
- 1967 — Аркадій Райкін. Адреса: Театр (фільм-спектакль)
- 1971 — Операція «Герцог» (короткометражний) — агент
- 1975 — Хвилі Чорного моря — антрепренер Дацарілла Безстрашного
- 1975 — Мініатюри. М. Жванецький (короткометражний)
- 1976 — Важкий день — понеділок (короткометражний)
- 1977 — Чарівний голос Джельсоміно — шкільний учитель
- 1979 — Дюма на Кавказі — Лефер, кредитор Дюма
- 1983 — Золота рибка (фільм-спектакль) — артист Карцев
- 1985 — Довга пам'ять — дядя Яша
- 1988 — Собаче серце — Швондер, голова будинкового комітету
- 1989 — Биндюжник і король — Боярський
- 1989 — Нечиста сила — Щербатий
- 1991 — Як це робилося в Одесі (фільм-спектакль)
- 1991 — Небеса обітовані — Соломон
- 1992 — Квартира — Генріх Іванович Валенчік
- 1992 — Ноїв Ковчег
- 1993 — Передбачення — патріот-антикомуніст
- 2000 — Старі шкапи — Йося, директора театру
- 2005 — Майстер і Маргарита — Максиміліан Андрійович Поплавський
- 2008 — Посмішка Бога, або Чисто одеська історія — Перельмутер
- 2010 — У стилі джаз — одеський таксист

### Озвучування
- 1979 — Олімпійський характер (анімаційний) — Філін
- 1987 — Контакти і конфлікти (анімаційний)